# Musique macédonienne
 (février 2025).
La musique macédonienne est proche de celles des autres pays des Balkans, en raison de leur histoire commune, notamment au sein de l'Empire byzantin puis Ottoman ou de l'ex-Yougoslavie. On la retrouve autant en Macédoine du Nord que dans les régions de Macédoine en Grèce et de Macédoine en Bulgarie qui font aussi partie de cette particularité culturelle.
L'activité musicale professionnelle décline pendant l'occupation ottomane, seule la musique folklorique continuant à être pratiquée, influencée par la musique tzigane ou le chalgia. Ce n'est qu'à partir du XIXe siècle qu'un renouveau musical de tous les genres se fait sentir dans le pays. Il aboutit au XXe siècle, à la création de nouveaux genres folkloriques et à une musique classique nationale. La musique populaire est fortement influencée par les styles occidentaux, mais conserve des éléments traditionnels.

## Musique traditionnelle

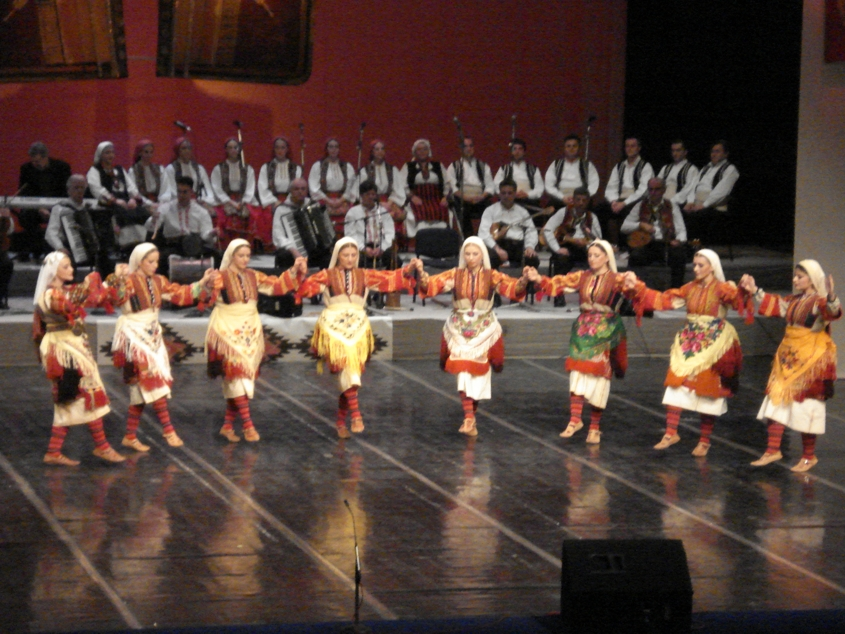
Danse oro par Tanec.

La musique traditionnelle (narodna muzika ; Народна музика), comprend un aspect ancien et ethnique avec l'izvorna muzika (Изворна музика) et un aspect récent[Quand ?] avec une musique folklorique récemment[Quand ?] composée (новокомпонирана народна музика ou новосоздадена народна музика). Il existe bien des styles de musiques traditionnelles, à composante rurale (chants de travail, chants rituels chrétiens, danse oro) ou urbaine (starogradska muzika, avec les chants lyriques, épiques, satiriques et la Čalgija. Ils ont tous la particularité d'avoir une rythmique complexe.
Depuis le XVIIIe siècle, sous l'influence ottomane, le Čalgija est jouée par un ensemble (Čalgii) sur des instruments orientaux (dajre, tarabuka, ut, qanûn), auxquels s'ajoutent la  clarinette et le violon comme dans toutes les musiques de l'Est. Il en existe des variétés plus ou moins modernes dont Tale Ognenovski et String Forces semblent être les interprètes les plus connus.
Les ensembles de musique folklorique utilisent, quant à eux, les instruments occidentaux dans une orchestration typique des pays de l'Est : clarinette, saxophone, batterie, basse, accordéon, guitare et synthétiseur ; les accordéonistes Skender Ameti et Milan Zafkov et le clarinettiste Miroslav Businovski sont des virtuoses de ce style.
Dans les zones rurales, c'est la cornemuse gajda qui est l'instrument roi avec notamment le célèbre Pece Atanasovski, leader de l'ensemble Ansambl na Narodni Instrumenti de la Radio Skopje et du Pece Atanasovski Ensemble. 
La nouvelle musique folklorique (новокомпонирана народна музика ou новосоздадена народна музика) ou pop folk, est une version modernisée et métissée de la musique traditionnelle. Certains interprètes tels Aleksandar Sarievski, Jonče Hristovski et Dobri Stavrevski restent assez traditionnels, et leurs œuvres sont confondues avec d'autres plus anciennes. D'autres sont plus portés vers la modernité tels que Suzana Spasovska, Mitre Mitrevski, Efto Pupinovski, Vojo Stojanovski, Orce Stefkovski, Blagica Pavlovska, Dragan Vučić, Zoran Vanev et Vaska Ilieva. 
La musique tzigane romska orientalna muzika influencée par la musique militaire ottomane du XIXe siècle est représentée par les brass bands d'Esma Redžepova et Kočani Orkestar. Les roms musulmans incorporent des techniques particulières (respiration circulaire, trepazza ou taksim, sevdak ou gazel).
On retrouve[style à revoir] aussi en Macédoine les styles sevdalinka et chochek. Il existe de nombreuses variétés de danses traditionnelles : 
- à l'Ouest, combinant élégance et complexité (Teškoto, Nevestinskoto, Chamche et Metkalisteto) ;
- au Sud-Ouest, avec une rythmique complexe (Komitsko, Berance, Masko oro, Kasapsko et Bufčansko) ;
- au Sud, avec des éléments martiaux (Kavadarka, Staro, Tikvesko, Rusalii, Dzamalari) ;
- au Nord, elles sont rapides (Crnogorka, Potrcano, Baba Gjurgja, Cucuk et Krstackata) ;
- à l'Est, elles sont rapides et rythmées par des pas frappés (Kopacka, Berovka, Ratevka, Malesevka et Arnautsko).

## Musique classique
L'influence de la musique byzantine ecclésiale est sensible dès le Moyen Âge, propageant la liturgie orthodoxe. Il subsiste des manuscrits en grec avec des neumes et en cyrillique avec des signes de notation ecphonétique. L'histoire retient le nom de J. Koukouzeles (XIVe siècle), qui réforme la musique liturgique en réduisant le nombre des notations et en inventant un nouveau système. Sous l'occupation ottomane, seule la musique folklorique est permise.
Ce n'est qu'au XIXe siècle qu'une culture classique occidentale atteint les villes de Veles (ville) et Skopje, où des conservatoires et des chorales sont ouverts et où œuvrent les compositeurs Atanas Badev, Trajko Prokopiev et Todor Skalovski. Au XXe siècle, après guerre, les compositeurs Gligor Smokvarski et Kiril Makedonski introduisent une musique nationale (1er opéra Goce en 1950), suivis par Stefan Gajdov, Zhivko Firfov, Traïko Prokopïév, Vlastimir Nikolovski, Toma Prochév, Risto Avramovski et Petre Bogdanov-Kocko.
Les compositeurs Slavko Kostovski, Vasil Kjortosev, Dragan Gjakonovski-Spato et Aleksandar Salevski collecte le folklore macédonien selon les requisit de l'ethnomusicologie et incorporent ces modèles populaires au sein de créations modernes.
Dans les années 1950, une nouvelle génération de compositeurs émerge avec Blagoja Ivanovski, Vlastimir Nikolovski, Taki Hrisic, Toma Prosev, Tomislav Zografski, Sotir Golabovski, Aleksandar Lekovski, Dragan Suplevski et Mihailo Nikolovski. Les années 1960 voient la relève avec Risto Avramovski, Stojce Tosevski, Aleksandar Dzambazov, Stojan Stojkov, Ljubomir Brangjolica, Ilija Ilievski, Blagoj Canev, Toma Mancev, Slave Dimitrov, Kiril Todorovski, Jane Kodzobasija, Dimitrie Buzarovski, Goce Kolarovski et Jana Andreevska.
Les interprètes contemporains Simon Trpčeski, Blagoj Nacoski, Ana Durlovski et Boris Trajanov occupent
Il existe par ailleurs une grande tradition de musique pour enfant en Macédoine, avec les compositeurs Dragan Karanfilovski Bojs, Miodrag Nečak, Marjan Nečak, Kire Kostov, Petar Sidovski, Slave Dimitrov, Milko Lozanovski, Aleksandar Džambazov, Ljupčo Mirkovski, Darko Mijalkovski, Mile Serdenkov et Darko Serdenkov. 

## Musique populaire

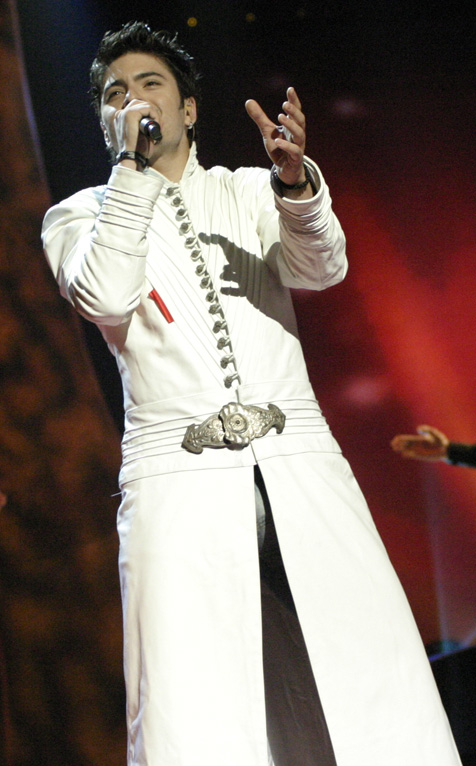
Toše Proeski.

La musique pop, combinaison de rock et de jazz fusion, est depuis les années 1960 et 1970 représentée par Leb i Sol (et son guitariste Vlatko Stefanovski), Bisbez, Pu, Ilinden 903, Den za Den et Leva patika. Parmi les autres artistes reconnus, on trouve[style à revoir] : Toše Proeski, Karolina Gočeva, Kaliopi, Elena Risteska, Tamara Todevska, Lambe Alabakoski, Jovan Jovanov, Dani Dimitrovska, Andrijana Janevska, Hristijan Spirovski, Dimitar Andonovski, Kristina Arnaudova, Sonja Tarculovska, Elena Velevska, et Jasmina Mukaetova.
Des années 1980 à 2000, le mouvement punk rock est représenté par les groupes Fol jazik, Saraceni, Badmingtons, Aleksandar Makedonski, Superhiks, Parketi, Rok Agresori, D' Daltons, Kulturno Umetnički Rabotnici et Two Sides. La Nouvelle vague musicale yougoslave est représentée par Cilindar, Triangl, Usta na usta et Tokmu taka, et le metal par les groupes Karamela, Concorde, Venko Serafimov, Sanatorium et Bastion (avec Kiril Džajkovski). 
Des groupes de l'underground, au style plus sombre tels que Mizar, Arhangel, Padot na Vizantija, Anastasia, Haos in Laos et Memorija apparaissent récemment[Quand ?]. Le rock alternatif est représenté par Suns, Last Expedition, Sidewalk, Fluks, Bumbiks, No Name Nation, Siniac, Denny Te Chuva, et Smut. 
La musique électronique est représentée par Kiril Džajkovski, PMG Collective, Robotek, Gotra et le hip-hop par SAF (Sakam Afro Frizura).
Le jazz est représenté par le guitariste Toni Kitanovski.

## Instruments traditionnels
Les instruments à vent comprennent : harmonika (хармоника), accordéon, klarinet,  gajda (гајда), kaval (кавал), kornet, saksafon, šupelka (шупелка), trompeta, et zurla  (зурла). Les instruments à cordes comprennent :  kemane (кемане), qanûn, tambura (тамбура), ut, et violon. Les percussions comprennent : dajre, klepalo, tapan (тапан), et tarabuka.

### Sources
- (en) Macedonian folk songs sur soros.org.mk (web.archive.org), consulté le 24 février 2025.
- (en) Balkan folk dance music downloads sur dunav.org.il (web.archive.org), consulté le 24 février 2025.
- (en) No Strings Attached sur cs.earlham.edu (web.archive.org), consulté le 24 février 2025.
- (en) Chalgia (web.archive.org), consulté le 24 février 2025.
- (en) History of the Macedonian Music sur macedonia.co.uk (web.archive.org), consulté le 24 février 2025.